# شريط أدوات جوجل
شريط أدوات جوجل هو شريط أدوات يستخدم في متصفحات الويب، متوفر لمتصفح إنترنت إكسبلورر ومتصفح فيرفكس مع اختلافات طفيفة في المزايا.

## الخصائص

### خصائص موحدة
- صندوق بحث جوجل
- مدقق إملائي
- خاصية AutoLink
- خاصية AutoFill
- مترجم
- خاصية إظهار رتبة الصفحة أو ال PageRank
- إشارات جوجل المرجعية
- إرسال الصفحة عبر جيميل أو الإس إم إس أو المدونات
- أزرار شريط أدوات جوجل المخصصة.

### خصائص متاحة في إنترنت اكسبلورر فقط
- التنبيه عن إعدادات البحث.
- منع ظهور النوافذ المنبثقة.
- تصفح جوجل الآمن (الوقاية من التلصص)
- خاصية Feed Subscription، تسمح لك بالاشتراك في دوريات التلقيمات أو ال RSS.

### خصائص متاحة في فيرفكس فقط
- تصفح جوجل الآمن (الوقاية من التلصص)
- خاصية Feed Subscription، تسمح لك بالاشتراك في دوريات التلقيمات أو ال RSS.